# Fermion
Fermiony jsou částice pojmenované podle italského fyzika Enrica Fermiho (proto bývají někdy také označovány jako Fermiho částice), které mají poločíselný spin (1/2, 3/2, 5/2, …, v jednotkách Planckovy konstanty vydělené 2π). Díky poločíselnosti jejich spinu, oběhne-li pozorovatel kolem fermionu dokola o 360° (nebo se otočí fermion), vlnová funkce fermionu změní znaménko. Proto je lze též popsat jako částice, jejichž systémy jsou popsány úplně antisymetrickou vlnovou funkcí. Platí tedy pro ně Pauliho vylučovací princip a řídí se Fermiho–Diracovou statistikou. V relativistické kvantové teorii pole je možné ukázat, že dvě výše uvedené definice jsou ekvivalentní, tj. systémy nerozlišitelných částic s poločíselným spinem jsou popsány antisymetrickou vlnovou funkcí.
Všechny elementární částice jsou buď fermiony (kvarky a leptony včetně elektronu), nebo bosony (částice s celočíselným spinem jako foton, či gluon). Částice složené z lichého počtu fermionů se chovají též jako fermiony (např. proton a neutron, které jsou složeny ze tří kvarků a mají celkový spin 1/2). Avšak částice složené ze sudého počtu fermionů se chovají jako bosony (např. mezony skládající se ze dvou kvarků). Jako kvazičástice pak mohou vedle fermionů a bosonů existovat i částice se spinem jiné než celočíselné či poločíselné hodnoty, takzvané anyony.

## Příklady fermionů
Elementární částice látky
- leptony (elektron, mion, tauon, neutrina),
- kvarky,

Baryony
- nukleony:
  - Proton,
  - Neutron,
- hyperony (Λ, Ξ, Σ, Ω) a baryonové rezonance,
- pentakvarky,

Atomová jádra s poločíselným spinem
např.
- triton (jádro tritia)
- helion (jádro helia-3)

Hypotetické částice
- supersymetričtí partneři elementárních částic interakcí (gluino, neutralina a chargina[pozn. 1]).